# Клондайк

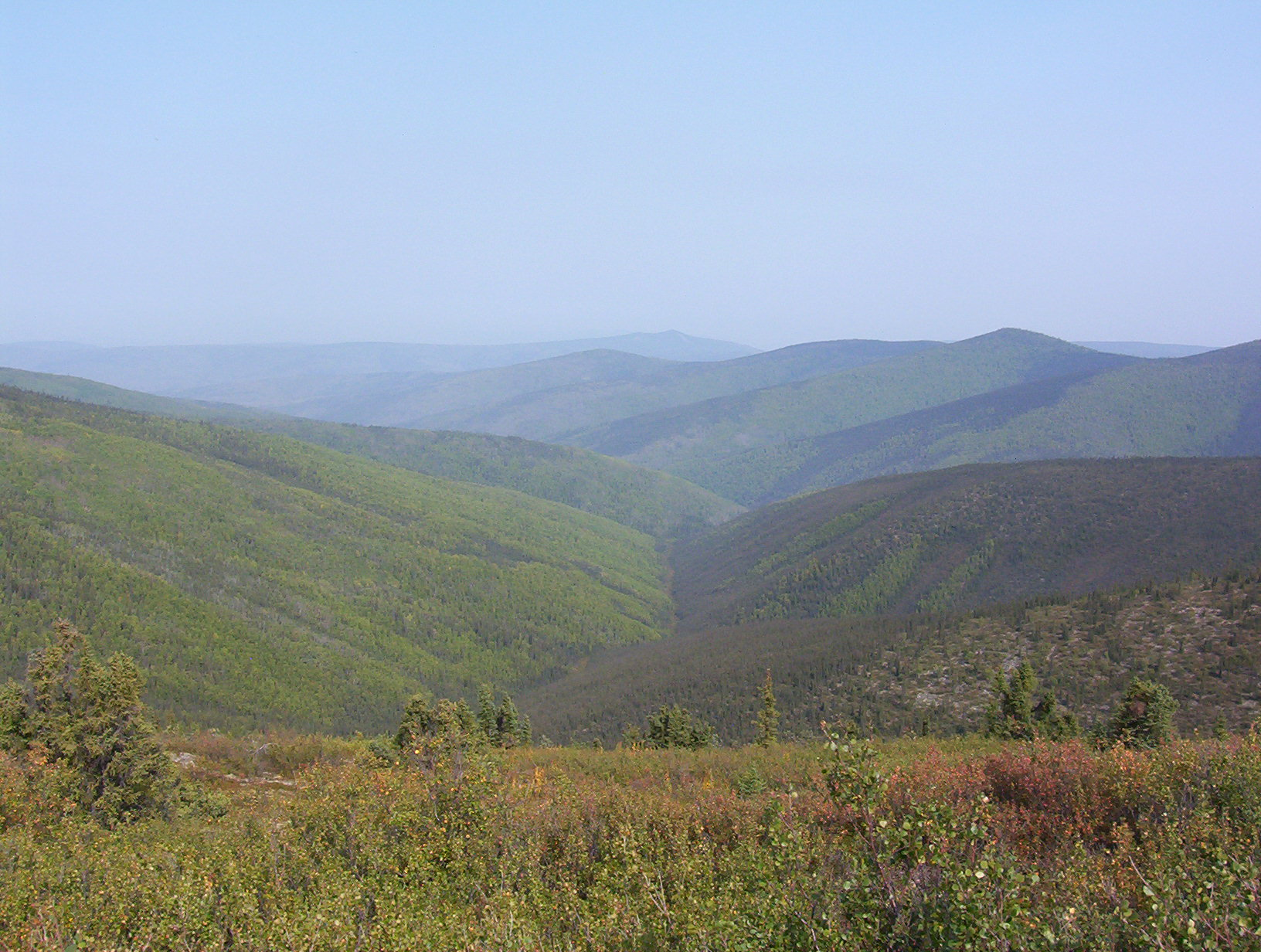
Долина Ханкер Крік, Клондайк

64°3′45″ пн. ш. 139°25′50″ зх. д. / 64.06250° пн. ш. 139.43056° зх. д.
Клондайк (англ. Klondike або англ. Clondike[джерело?]) — регіон, що розташований на території Юкон, на північному заході Канади, на схід від кордону з Аляскою. Клондайк простягається уздовж невеликої річки з однойменною назвою, що впадає в річку Юкон на сході від міста Доусон-Сіті.
Клондайк став знаменитим через сумнозвісну «Клондайкську золоту лихоманку», що почалася в 1897 р. та закінчилася в наступному році. Попри те, що сама лихоманка тривала лише рік, золото тут видобувають донині (єдине призупинення робіт сталося наприкінці 1960-х — початку 1970-х років).
Загальна площа золотоносного району — 1800 км². За весь час експлуатації видобуто 300 тонн золота. Запаси, що залишилися, оцінюються у десятки тонн. Річний видобуток — до 80 кг золота.
Нижче наведені приблизні статистичні числа:
- близько 1 мільйона осіб збиралося вирушити за золотом на Клондайк;
- близько 100 тисяч справді за ним пішло;
- близько 60 тисяч людей загинуло дорогою чи повернулося назад;
- близько 40 тисяч людей дійшло до Доусона;
- лише 4 тисячі з них справді знайшли золото…

Саме слово «Клондайк» утворилося від Кучинського слова «фрон-дайк» (thron-dyke), що означає «Річка-молот». Ранні золотошукачі вважали це слово заскладним для вимови, і внаслідок його спотворення з'явилася назва «Клондайк»[джерело?].
Надалі слово «клондайк» («відкрити клондайк») стало загальною назвою, що позначає місце, повне незліченних скарбів.